# 恩銘 (嘉慶進士)
恩銘（穆麟德轉寫：enming，1786年—1840年），董鄂氏，字静菴，号蘭士。滿洲正紅旗人。清朝政治人物。

## 生平
嘉慶十三年（1808年）進士，榜名恩寧。改翰林院庶吉士，授編修。历官右春坊右贊善、翰林院侍講、侍讀、左春坊左庶子	、翰林院侍講學士、侍讀學士、詹事府少詹事、詹事等。嘉慶十九年（1814年）升內閣學士，加禮部侍郎銜。同年任鑲紅旗漢軍都統、兵部右侍郎。次年，任大理寺卿，次年，任盛京工部侍郎、盛京刑部侍郎。嘉慶二十三年（1818年），升禮部左侍郎，正黃旗蒙古副都統。次年为鑲白旗滿洲副都統、吏部左侍郎。
道光七年（1827年），加頭等侍衛，任哈密辦事大臣。九年（1829年），丁憂去职。后任通政司參議，累加二等侍衛，为烏里雅蘇臺參贊大臣，次年重加頭等侍衛。道光十一年（1831年），任理藩院右侍郎。十二年（1832年），任正紅旗蒙古副都統、刑部右侍郎等。道光十四年（1834年）任漕運總督、都察院左都御史、鑲紅旗漢軍都統。次年署兵部尚書，任禮部尚書，署都察院左都御史。道光十八年（1838年），任都察院左都御史、正黃旗漢軍都統。同年，迁刑部尚書。道光二十年（1840年）卒。恩铭始祖为开国五大臣何和礼、子进士舒文。